# Tour de França de 2023
El Tour de França de 2023 fou la 110a edició del Tour de França, organitzada en el marc de l'UCI World Tour 2023. La gran sortida (grand départ) se celebrà l'1 de juliol de 2023 a Bilbao i l'arribada fou el 23 de juliol a París. Fou el segon cop que la prova comença al País Basc, després que ja ho fes el 1992.
Jonas Vingegaard va revalidar el seu títol i es va proclamar vencedor de la classificació general, seguit per Tadej Pogačar, qui fou el millor jove, i Adam Yates. Giulio Ciccone s'imposà a la classificació de la muntanya i Jasper Philipsen a la dels punts.

## Recorregut
El Tour de França de 2023 començà amb una etapa amb inici i final a Bilbao, durant la qual els participants van haver de superar 3.300 metres de desnivell positiu. L'etapa de l'endemà, encara íntegrament pel País Basc, transcorregué per part del recorregut accidentat de la Clàssica de Sant Sebastià, incloent-hi la seva dificultat principal, l'ascensió de 8,1 quilòmetres al Jaizkibel. Per aquest motiu, Christian Prudhomme (director de la prova) va afirmar durant la presentació del recorregut que les dues etapes de mitja muntanya inicials suposaven “l’inici més dur que es recorda”.
El recorregut estava marcat pel gran pes de la muntanya: quatre etapes acabaven en alt, es recorreren els cinc massissos muntanyencs francesos (els Pirineus, el Massís Central, els Alps, la serralada del Jura i els Vosges), hi hagué 30 ascensions de ports de segona categoria o més i només una etapa de contrarellotge de 22 quilòmetres, durant la qual s'escalà el Domancy, un port curt; però de 9,4% de desnivell mig. Entre les etapes muntanyenques, destacava el retorn al puy de Dôme, per on el Tour no passava des del 1988, i la penúltima etapa, durant la qual el pilot va superar 3.600 metres de desnivell positiu i cinc ports de muntanya (Ballon d’Alsace, la Croix des Moinats, el coll de Grosse Pierre, el coll de la Schlucht, el Petit Ballon i el coll de Platzerwasel) en tot just 133 quilòmetres de recorregut per Alsàcia.

## Equips
| WorldTeams (18)- AG2R Citroën Team - Alpecin-Deceuninck - Arkéa-Samsic - Astana Qazaqstan Team - Bahrain Victorious - Bora-Hansgrohe - Team Jayco AlUla - Cofidis - Team DSM-Firmenich - EF Education-EasyPost - Groupama-FDJ - Ineos Grenadiers - Intermarché-Circus-Wanty - Jumbo-Visma - Movistar Team - Soudal Quick-Step - Lidl-Trek - UAE Team Emirates ProTeams (4)- Israel-Premier Tech - Lotto Dstny - TotalEnergies - Uno-X Pro Cycling Team |
| |

## Etapes
| Etapa     | Data      | Ciutats d'etapa                            | type                      | Distància (km) | Desnivell (m) | Vencedor de l'etapa           | Líder de la general |
| --------- | --------- | ------------------------------------------ | ------------------------- | -------------- | ------------- | ----------------------------- | ------------------- |
| 1a etapa  | 1 de jul  | Bilbao – Bilbao                            | etapa accidentada         | 182            | 3.238 m       | Adam Yates                    | Adam Yates          |
| 2a etapa  | 2 de jul  | Vitòria – Sant Sebastià                    | etapa accidentada         | 208,9          | 2.943 m       | Victor Lafay                  | Adam Yates          |
| 3a etapa  | 3 de jul  | Amorebieta-Etxano – Baiona                 | etapa plana               | 193,5          | 2.600 m       | Jasper Philipsen              | Adam Yates          |
| 4a etapa  | 4 de jul  | Dacs – Nogaròu                             | etapa plana               | 181,8          | 1.434 m       | Jasper Philipsen              | Adam Yates          |
| 5a etapa  | 5 de jul  | Pau – Laruntz                              | etapa de muntanya         | 162,7          | 3.659 m       | Jai Hindley                   | Jai Hindley         |
| 6a etapa  | 6 de jul  | Tarba – Cautarés                           | etapa de muntanya         | 144,9          | 3.922 m       | Tadej Pogačar                 | Jonas Vingegaard    |
| 7a etapa  | 7 de jul  | Lo Mont – Bordeus                          | etapa plana               | 169,9          | 785 m         | Jasper Philipsen              | Jonas Vingegaard    |
| 8a etapa  | 8 de jul  | Liborna – Llemotges                        | etapa accidentada         | 200,7          | 1.812 m       | Mads Pedersen                 | Jonas Vingegaard    |
| 9a etapa  | 9 de jul  | Sent Liunard – Puèi Domat                  | etapa de muntanya         | 182,4          | 3.494 m       | Michael Woods                 | Jonas Vingegaard    |
| 10a etapa | 11 de jul | Vulcania – Soire                           | etapa accidentada         | 167,2          | 3.127 m       | Peio Bilbao López de Armentia | Jonas Vingegaard    |
| 11a etapa | 12 de jul | Clarmont d'Alvèrnia – Moulins              | etapa plana               | 179,8          | 1.854 m       | Jasper Philipsen              | Jonas Vingegaard    |
| 12a etapa | 13 de jul | Roanne – Belleville-en-Beaujolais          | etapa accidentada         | 168,8          | 3.088 m       | Ion Izagirre Insausti         | Jonas Vingegaard    |
| 13a etapa | 14 de jul | Châtillon-sur-Chalaronne – Grand Colombier | etapa de muntanya         | 137,8          | 2.410 m       | Michał Kwiatkowski            | Jonas Vingegaard    |
| 14a etapa | 15 de jul | Annemasse – Morzena                        | etapa de muntanya         | 151,8          | 4.281 m       | Carlos Rodríguez Cano         | Jonas Vingegaard    |
| 15a etapa | 16 de jul | Les Gets – Saint-Gervais-les-Bains         | etapa de muntanya         | 179            | 4.527 m       | Wout Poels                    | Jonas Vingegaard    |
| 16a etapa | 18 de jul | Passy – Combloux                           | contrarellotge individual | 22,4           | 638 m         | Jonas Vingegaard              | Jonas Vingegaard    |
| 17a etapa | 19 de jul | Saint-Gervais-les-Bains – Courchevel       | etapa de muntanya         | 165,7          | 5.405 m       | Felix Gall                    | Jonas Vingegaard    |
| 18a etapa | 20 de jul | Moûtiers – Bourg-en-Bresse                 | etapa plana               | 184,9          | 1.211 m       | Kasper Asgreen                | Jonas Vingegaard    |
| 19a etapa | 21 de jul | Moirans-en-Montagne – Poligny              | etapa accidentada         | 172,8          | 1.950 m       | Matej Mohorič                 | Jonas Vingegaard    |
| 20a etapa | 22 de jul | Belfort – Le Markstein                     | etapa de muntanya         | 133,5          | 3.484 m       | Tadej Pogačar                 | Jonas Vingegaard    |
| 21a etapa | 23 de jul | Saint-Quentin-en-Yvelines – París          | etapa plana               | 115,1          | 598 m         | Jordi Meeus                   | Jonas Vingegaard    |

### Classificació general final
| \| Classificació general \| Classificació general \| Classificació general \| Classificació general \| Classificació general \| \| Corredor \| Corredor \| Equip \| Temps \| \| \| --------------------- \| ----------------------------- \| --------------------- \| --------------------- \| --------------------- \| \| 1r \| Jonas Vingegaard \| Jumbo-Visma \| 82h 05' 42" \| \| \| 2n \| Tadej Pogačar \| UAE Team Emirates \| + 7' 29" \| \| \| 3r \| Adam Yates \| UAE Team Emirates \| + 10' 56" \| \| \| 4t \| Simon Yates \| Team Jayco AlUla \| + 12' 23" \| \| \| 5è \| Carlos Rodríguez Cano \| Ineos Grenadiers \| + 13' 17" \| \| \| 6è \| Peio Bilbao López de Armentia \| Bahrain Victorious \| + 13' 27" \| \| \| 7è \| Jai Hindley \| Bora-Hansgrohe \| + 14' 44" \| \| \| 8è \| Felix Gall \| AG2R Citroën Team \| + 16' 09" \| \| \| 9è \| David Gaudu \| Groupama-FDJ \| + 23' 08" \| \| \| 10è \| Guillaume Martin \| Cofidis \| + 26' 30" \| \| \| 11è \| Thibaut Pinot \| Groupama-FDJ \| + 28' 03" \| \| \| 12è \| Sepp Kuss \| Jumbo-Visma \| + 37' 32" \| \| \| 13è \| Thomas Pidcock \| Ineos Grenadiers \| + 47' 52" \| \| \| 14è \| Rafał Majka \| UAE Team Emirates \| + 56' 36" \| \| \| 15è \| Jonathan Castroviejo Nicolás \| Ineos Grenadiers \| + 56' 37" \| \| \| 16è \| Chris Harper \| Team Jayco AlUla \| + 57' 29" \| \| \| 17è \| Ben O'Connor \| AG2R Citroën Team \| + 1h 04' 59" \| \| \| 18è \| Wilco Kelderman \| Jumbo-Visma \| + 1h 06' 46" \| \| \| 19è \| Mikel Landa Meana \| Bahrain Victorious \| + 1h 12' 41" \| \| \| 20è \| Valentin Madouas \| Groupama-FDJ \| + 1h 14' 10" \| \| \| 21è \| Emanuel Buchmann \| Bora-Hansgrohe \| + 1h 15' 44" \| \| \| 22è \| Warren Barguil \| Arkéa-Samsic \| + 1h 17' 06" \| \| \| 23è \| Felix Großschartner \| UAE Team Emirates \| + 1h 45' 21" \| \| \| 24è \| Tiesj Benoot \| Jumbo-Visma \| + 1h 46' 55" \| \| \| 25è \| Clément Berthet \| AG2R Citroën Team \| + 1h 50' 19" \| \| |                               |                    |              |
| |                               |                    |              |
| Font: ProCyclingStats |                               |                    |              |
| Classificació general |                               |                    |              |
| Corredor | Corredor                      | Equip              | Temps        |
| 1r | Jonas Vingegaard              | Jumbo-Visma        | 82h 05' 42"  |
| 2n | Tadej Pogačar                 | UAE Team Emirates  | + 7' 29"     |
| 3r | Adam Yates                    | UAE Team Emirates  | + 10' 56"    |
| 4t | Simon Yates                   | Team Jayco AlUla   | + 12' 23"    |
| 5è | Carlos Rodríguez Cano         | Ineos Grenadiers   | + 13' 17"    |
| 6è | Peio Bilbao López de Armentia | Bahrain Victorious | + 13' 27"    |
| 7è | Jai Hindley                   | Bora-Hansgrohe     | + 14' 44"    |
| 8è | Felix Gall                    | AG2R Citroën Team  | + 16' 09"    |
| 9è | David Gaudu                   | Groupama-FDJ       | + 23' 08"    |
| 10è | Guillaume Martin              | Cofidis            | + 26' 30"    |
| 11è | Thibaut Pinot                 | Groupama-FDJ       | + 28' 03"    |
| 12è | Sepp Kuss                     | Jumbo-Visma        | + 37' 32"    |
| 13è | Thomas Pidcock                | Ineos Grenadiers   | + 47' 52"    |
| 14è | Rafał Majka                   | UAE Team Emirates  | + 56' 36"    |
| 15è | Jonathan Castroviejo Nicolás  | Ineos Grenadiers   | + 56' 37"    |
| 16è | Chris Harper                  | Team Jayco AlUla   | + 57' 29"    |
| 17è | Ben O'Connor                  | AG2R Citroën Team  | + 1h 04' 59" |
| 18è | Wilco Kelderman               | Jumbo-Visma        | + 1h 06' 46" |
| 19è | Mikel Landa Meana             | Bahrain Victorious | + 1h 12' 41" |
| 20è | Valentin Madouas              | Groupama-FDJ       | + 1h 14' 10" |
| 21è | Emanuel Buchmann              | Bora-Hansgrohe     | + 1h 15' 44" |
| 22è | Warren Barguil                | Arkéa-Samsic       | + 1h 17' 06" |
| 23è | Felix Großschartner           | UAE Team Emirates  | + 1h 45' 21" |
| 24è | Tiesj Benoot                  | Jumbo-Visma        | + 1h 46' 55" |
| 25è | Clément Berthet               | AG2R Citroën Team  | + 1h 50' 19" |

### Classificacions annexes finals

#### Classificació per punts
| Classificació per punts | Classificació per punts       | Classificació per punts | Classificació per punts | Classificació per punts |
| Corredor                | Corredor                      | Equip                   | Punts                   |                         |
| ----------------------- | ----------------------------- | ----------------------- | ----------------------- | ----------------------- |
| 1r                      | Jasper Philipsen              | Alpecin-Deceuninck      | 377 pts                 |                         |
| 2n                      | Mads Pedersen                 | Lidl-Trek               | 258 pts                 |                         |
| 3r                      | Bryan Coquard                 | Cofidis                 | 203 pts                 |                         |
| 4t                      | Tadej Pogačar                 | UAE Team Emirates       | 186 pts                 |                         |
| 5è                      | Jonas Vingegaard              | Jumbo-Visma             | 128 pts                 |                         |
| 6è                      | Kasper Asgreen                | Soudal Quick-Step       | 125 pts                 |                         |
| 7è                      | Jordi Meeus                   | Bora-Hansgrohe          | 123 pts                 |                         |
| 8è                      | Matej Mohorič                 | Bahrain Victorious      | 106 pts                 |                         |
| 9è                      | Peio Bilbao López de Armentia | Bahrain Victorious      | 103 pts                 |                         |
| 10è                     | Simon Yates                   | Team Jayco AlUla        | 95 pts                  |                         |

#### Classificació de la muntanya
| Classificació de la muntanya | Classificació de la muntanya | Classificació de la muntanya | Classificació de la muntanya | Classificació de la muntanya |
| Corredor                     | Corredor                     | Equip                        | Punts                        |                              |
| ---------------------------- | ---------------------------- | ---------------------------- | ---------------------------- | ---------------------------- |
| 1r                           | Giulio Ciccone               | Lidl-Trek                    | 106 pts                      |                              |
| 2n                           | Felix Gall                   | AG2R Citroën Team            | 92 pts                       |                              |
| 3r                           | Jonas Vingegaard             | Jumbo-Visma                  | 89 pts                       |                              |
| 4t                           | Neilson Powless              | EF Education-EasyPost        | 58 pts                       |                              |
| 5è                           | Tadej Pogačar                | UAE Team Emirates            | 55 pts                       |                              |
| 6è                           | Simon Yates                  | Team Jayco AlUla             | 44 pts                       |                              |
| 7è                           | Tobias Halland Johannessen   | Uno-X Pro Cycling Team       | 38 pts                       |                              |
| 8è                           | Jai Hindley                  | Bora-Hansgrohe               | 31 pts                       |                              |
| 9è                           | Michał Kwiatkowski           | Ineos Grenadiers             | 30 pts                       |                              |
| 10è                          | Mattias Skjelmose            | Lidl-Trek                    | 29 pts                       |                              |

#### Classificació del millor jove
| Classificació del millor jove | Classificació del millor jove | Classificació del millor jove | Classificació del millor jove | Classificació del millor jove |
| Corredor                      | Corredor                      | Equip                         | Temps                         |                               |
| ----------------------------- | ----------------------------- | ----------------------------- | ----------------------------- | ----------------------------- |
| 1r                            | Tadej Pogačar                 | UAE Team Emirates             | 82h 13' 11"                   |                               |
| 2n                            | Carlos Rodríguez Cano         | Ineos Grenadiers              | + 5' 48"                      |                               |
| 3r                            | Felix Gall                    | AG2R Citroën Team             | + 8' 40"                      |                               |
| 4t                            | Thomas Pidcock                | Ineos Grenadiers              | + 40' 23"                     |                               |
| 5è                            | Mattias Skjelmose             | Lidl-Trek                     | + 2h 07' 58"                  |                               |
| 6è                            | Tobias Halland Johannessen    | Uno-X Pro Cycling Team        | + 2h 08' 04"                  |                               |
| 7è                            | Mathieu Burgaudeau            | TotalEnergies                 | + 2h 13' 44"                  |                               |
| 8è                            | Clément Champoussin           | Arkéa-Samsic                  | + 2h 50' 38"                  |                               |
| 9è                            | Matthew Dinham                | Team DSM-Firmenich            | + 3h 06' 03"                  |                               |
| 10è                           | Maxim Van Gils                | Lotto Dstny                   | + 3h 10' 20"                  |                               |

#### Classificació per equips
| Classificació per equips | Classificació per equips | Classificació per equips | Classificació per equips |
| Equip                    | Equip                    | Temps                    |                          |
| ------------------------ | ------------------------ | ------------------------ | ------------------------ |
| 1r                       | Jumbo-Visma              | 247h 19' 41"             |                          |
| 2n                       | UAE Team Emirates        | + 13' 49"                |                          |
| 3r                       | Bahrain Victorious       | + 27' 38"                |                          |
| 4t                       | Ineos Grenadiers         | + 28' 37"                |                          |
| 5è                       | Groupama-FDJ             | + 57' 20"                |                          |
| 6è                       | AG2R Citroën Team        | + 1h 51' 00"             |                          |
| 7è                       | Bora-Hansgrohe           | + 2h 05' 08"             |                          |
| 8è                       | Team Jayco AlUla         | + 3h 21' 33"             |                          |
| 9è                       | Israel-Premier Tech      | + 4h 33' 49"             |                          |
| 10è                      | Movistar Team            | + 4h 37' 33"             |                          |

## Evolució de les classificacions
| Etapa | Vencedor           | Classificació general | Classificació per punts | Classificació de muntanya | Classificació jove | Classificació per equips | Premi de la combativitat |
| ----- | ------------------ | --------------------- | ----------------------- | ------------------------- | ------------------ | ------------------------ | ------------------------ |
| 1     | Adam Yates         | Adam Yates            | Adam Yates              | Neilson Powless           | Tadej Pogačar      | Jumbo-Visma              | Adam Yates               |
| 2     | Victor Lafay       | Adam Yates            | Victor Lafay            | Neilson Powless           | Tadej Pogačar      | Jumbo-Visma              | Neilson Powless          |
| 3     | Jasper Philipsen   | Adam Yates            | Victor Lafay            | Neilson Powless           | Tadej Pogačar      | Jumbo-Visma              | Laurent Pichon           |
| 4     | Jasper Philipsen   | Adam Yates            | Jasper Philipsen        | Neilson Powless           | Tadej Pogačar      | Jumbo-Visma              | Benoît Cosnefroy         |
| 5     | Jai Hindley        | Jai Hindley           | Jasper Philipsen        | Felix Gall                | Tadej Pogačar      | Jumbo-Visma              | Wout Van Aert            |
| 6     | Tadej Pogačar      | Jonas Vingegaard      | Jasper Philipsen        | Neilson Powless           | Tadej Pogačar      | Jumbo-Visma              | Wout Van Aert            |
| 7     | Jasper Philipsen   | Jonas Vingegaard      | Jasper Philipsen        | Neilson Powless           | Tadej Pogačar      | Jumbo-Visma              | Simon Guglielmi          |
| 8     | Mads Pedersen      | Jonas Vingegaard      | Jasper Philipsen        | Neilson Powless           | Tadej Pogačar      | Jumbo-Visma              | Anthony Turgis           |
| 9     | Michael Woods      | Jonas Vingegaard      | Jasper Philipsen        | Neilson Powless           | Tadej Pogačar      | Bahrain Victorious       | Matteo Jorgenson         |
| 10    | Peio Bilbao        | Jonas Vingegaard      | Jasper Philipsen        | Neilson Powless           | Tadej Pogačar      | Bahrain Victorious       | Krists Neilands          |
| 11    | Jasper Philipsen   | Jonas Vingegaard      | Jasper Philipsen        | Neilson Powless           | Tadej Pogačar      | Bahrain Victorious       | Daniel Oss               |
| 12    | Ion Izagirre       | Jonas Vingegaard      | Jasper Philipsen        | Neilson Powless           | Tadej Pogačar      | Bahrain Victorious       | Mathieu van der Poel     |
| 13    | Michal Kwiatkowski | Jonas Vingegaard      | Jasper Philipsen        | Neilson Powless           | Tadej Pogačar      | Ineos Grenadiers         | Michal Kwiatkowski       |
| 14    | Carlos Rodríguez   | Jonas Vingegaard      | Jasper Philipsen        | Jonas Vingegaard          | Tadej Pogačar      | Ineos Grenadiers         | Giulio Ciccone           |
| 15    | Wout Poels         | Jonas Vingegaard      | Jasper Philipsen        | Giulio Ciccone            | Tadej Pogačar      | Jumbo-Visma              | Adrien Petit             |
| 16    | Jonas Vingegaard   | Jonas Vingegaard      | Jasper Philipsen        | Giulio Ciccone            | Tadej Pogačar      | Jumbo-Visma              | no entregat              |
| 17    | Felix Gall         | Jonas Vingegaard      | Jasper Philipsen        | Giulio Ciccone            | Tadej Pogačar      | Jumbo-Visma              | Felix Gall               |
| 18    | Kasper Asgreen     | Jonas Vingegaard      | Jasper Philipsen        | Giulio Ciccone            | Tadej Pogačar      | Jumbo-Visma              | Victor Campenaerts       |
| 19    | Matej Mohorič      | Jonas Vingegaard      | Jasper Philipsen        | Giulio Ciccone            | Tadej Pogačar      | Jumbo-Visma              | Victor Campenaerts       |
| 20    | Tadej Pogačar      | Jonas Vingegaard      | Jasper Philipsen        | Giulio Ciccone            | Tadej Pogačar      | Jumbo-Visma              | Thibaut Pinot            |
| 21    | Jordi Meeus        | Jonas Vingegaard      | Jasper Philipsen        | Giulio Ciccone            | Tadej Pogačar      | Jumbo-Visma              | no entregat              |
| Final | Final              | Jonas Vingegaard      | Jasper Philipsen        | Giulio Ciccone            | Tadej Pogačar      | Jumbo-Visma              | Victor Campenaerts       |

1. ↑  Durant la segona etapa, Simon Yates, qui era segon en la classificació per punts, va portar el mallot verd, ja que el primer classificat, Adam Yates, també era líder de la general i portava el mallot groc.
2. ↑  Durant la quinzena etapa, Neilson Powless, qui era segon en la classificació de la muntanya, va portar el mallot de color blanc i punts vermells, ja que el primer classificat, Jonas Vingegaard, també era líder de la general i portava el mallot groc.

## Participants
| Jumbo-Visma TJV | Jumbo-Visma TJV               | Jumbo-Visma TJV |
| --------------- | ----------------------------- | --------------- |
| Núm             | Ciclista                      | Pos             |
| 1               | Jonas Vingegaard (DEN)        | 1r              |
| 2               | Tiesj Benoot (BEL)            | 24è             |
| 3               | Wilco Kelderman (NED)         | 18è             |
| 4               | Sepp Kuss (USA)               | 12è             |
| 5               | Christophe Laporte (FRA)      | 80è             |
| 6               | Wout van Aert (BEL) (crono)   | NP-18           |
| 7               | Dylan van Baarle (NED) (ruta) | 42è             |
| 8               | Nathan Van Hooydonck (BEL)    | 93è             |

| UAE Team Emirates UAD | UAE Team Emirates UAD              | UAE Team Emirates UAD |
| --------------------- | ---------------------------------- | --------------------- |
| Núm                   | Ciclista                           | Pos                   |
| 11                    | Tadej Pogačar (SLO) (ruta i crono) | 2n                    |
| 12                    | Mikkel Bjerg (DEN)                 | 123è                  |
| 14                    | Felix Großschartner (AUT)          | 23è                   |
| 15                    | Vegard Stake Laengen (NOR)         | 102è                  |
| 16                    | Rafał Majka (POL)                  | 14è                   |
| 17                    | Marc Soler i Giménez (ESP)         | 56è                   |
| 18                    | Matteo Trentin (ITA)               | 107è                  |
| 19                    | Adam Yates (GBR)                   | 3r                    |

| Ineos Grenadiers IGD | Ineos Grenadiers IGD                       | Ineos Grenadiers IGD |
| -------------------- | ------------------------------------------ | -------------------- |
| Núm                  | Ciclista                                   | Pos                  |
| 21                   | Egan Bernal Gómez (COL)                    | 36è                  |
| 22                   | Jonathan Castroviejo Nicolás (ESP) (crono) | 15è                  |
| 23                   | Omar Fraile Matarranz (ESP)                | 60è                  |
| 24                   | Michał Kwiatkowski (POL) (crono)           | 49è                  |
| 25                   | Daniel Martínez Poveda (COL)               | NP-15                |
| 26                   | Thomas Pidcock (GBR)                       | 13è                  |
| 27                   | Carlos Rodríguez Cano (ESP)                | 5è                   |
| 28                   | Ben Turner (GBR)                           | DNF-13               |

| Groupama-FDJ GFC | Groupama-FDJ GFC              | Groupama-FDJ GFC |
| ---------------- | ----------------------------- | ---------------- |
| Núm              | Ciclista                      | Pos              |
| 31               | David Gaudu (FRA)             | 9è               |
| 32               | Kevin Geniets (LUX)           | 41è              |
| 33               | Stefan Küng (SUI)             | 54è              |
| 34               | Olivier Le Gac (FRA)          | 131è             |
| 35               | Valentin Madouas (FRA) (ruta) | 20è              |
| 36               | Quentin Pacher (FRA)          | 63è              |
| 37               | Thibaut Pinot (FRA)           | 11è              |
| 38               | Lars van den Berg (NED)       | 70è              |

| EF Education-EasyPost EFE | EF Education-EasyPost EFE               | EF Education-EasyPost EFE |
| ------------------------- | --------------------------------------- | ------------------------- |
| Núm                       | Ciclista                                | Pos                       |
| 41                        | Richard Carapaz Montenegro (ECU) (ruta) | NP-2                      |
| 42                        | Andrey Amador Bikkazakova (CRC)         | 110è                      |
| 43                        | Alberto Bettiol (ITA)                   | 83è                       |
| 44                        | Esteban Chaves Rubio (COL) (ruta)       | DNF-14                    |
| 45                        | Magnus Cort Nielsen (DEN)               | 96è                       |
| 46                        | Neilson Powless (USA)                   | 66è                       |
| 47                        | James Shaw (GBR)                        | DNF-14                    |
| 48                        | Rigoberto Urán (COL)                    | 71è                       |

| Soudal Quick-Step SOQ | Soudal Quick-Step SOQ        | Soudal Quick-Step SOQ |
| --------------------- | ---------------------------- | --------------------- |
| Núm                   | Ciclista                     | Pos                   |
| 51                    | Julian Alaphilippe (FRA)     | 33è                   |
| 52                    | Kasper Asgreen (DEN) (crono) | 87è                   |
| 53                    | Rémi Cavagna (FRA) (crono)   | 106è                  |
| 54                    | Tim Declercq (BEL)           | 118è                  |
| 55                    | Dries Devenyns (BEL)         | 119è                  |
| 56                    | Fabio Jakobsen (NED) (ruta)  | NP-12                 |
| 57                    | Yves Lampaert (BEL)          | 104è                  |
| 58                    | Michael Mørkøv (DEN)         | 150è                  |

| Bahrain Victorious TBV | Bahrain Victorious TBV              | Bahrain Victorious TBV |
| ---------------------- | ----------------------------------- | ---------------------- |
| Núm                    | Ciclista                            | Pos                    |
| 62                     | Mikel Landa Meana (ESP)             | 19è                    |
| 63                     | Nikias Arndt (GER)                  | 121è                   |
| 64                     | Phil Bauhaus (GER)                  | DNF-17                 |
| 65                     | Peio Bilbao López de Armentia (ESP) | 6è                     |
| 66                     | Jack Haig (AUS)                     | 28è                    |
| 67                     | Matej Mohorič (SLO)                 | 72è                    |
| 68                     | Wout Poels (NED)                    | 27è                    |
| 69                     | Fred Wright (GBR) (ruta)            | 92è                    |

| Bora-Hansgrohe BOH | Bora-Hansgrohe BOH            | Bora-Hansgrohe BOH |
| ------------------ | ----------------------------- | ------------------ |
| Núm                | Ciclista                      | Pos                |
| 71                 | Jai Hindley (AUS)             | 7è                 |
| 72                 | Emanuel Buchmann (GER) (ruta) | 21è                |
| 73                 | Marco Haller (AUT)            | 78è                |
| 74                 | Bob Jungels (LUX)             | 26è                |
| 75                 | Patrick Konrad (AUT)          | 82è                |
| 76                 | Jordi Meeus (BEL)             | 139è               |
| 77                 | Nils Politt (GER) (crono)     | 62è                |
| 78                 | Danny van Poppel (NED)        | 116è               |

| Lidl-Trek LTK | Lidl-Trek LTK                    | Lidl-Trek LTK |
| ------------- | -------------------------------- | ------------- |
| Núm           | Ciclista                         | Pos           |
| 81            | Giulio Ciccone (ITA)             | 32è           |
| 82            | Tony Gallopin (FRA)              | 86è           |
| 83            | Mattias Skjelmose (DEN) (ruta)   | 29è           |
| 84            | Alex Kirsch (LUX) (ruta i crono) | 115è          |
| 85            | Juan Pedro López (ESP)           | 74è           |
| 86            | Mads Pedersen (DEN)              | 105è          |
| 87            | Quinn Simmons (USA) (ruta)       | NP-9          |
| 88            | Jasper Stuyven (BEL)             | 79è           |

| AG2R Citroën Team ACT | AG2R Citroën Team ACT        | AG2R Citroën Team ACT |
| --------------------- | ---------------------------- | --------------------- |
| Núm                   | Ciclista                     | Pos                   |
| 91                    | Ben O'Connor (AUS)           | 17è                   |
| 92                    | Clément Berthet (FRA)        | 25è                   |
| 93                    | Benoît Cosnefroy (FRA)       | 101è                  |
| 94                    | Stan Dewulf (BEL)            | 81è                   |
| 95                    | Felix Gall (AUT)             | 8è                    |
| 96                    | Oliver Naesen (BEL)          | 76è                   |
| 97                    | Aurélien Paret-Peintre (FRA) | 55è                   |
| 98                    | Nans Peters (FRA)            | 73è                   |

| Alpecin-Deceuninck ADC | Alpecin-Deceuninck ADC     | Alpecin-Deceuninck ADC |
| ---------------------- | -------------------------- | ---------------------- |
| Núm                    | Ciclista                   | Pos                    |
| 101                    | Mathieu van der Poel (NED) | 57è                    |
| 102                    | Silvan Dillier (SUI)       | 129è                   |
| 103                    | Michael Gogl (AUT)         | 133è                   |
| 104                    | Quinten Hermans (BEL)      | 113è                   |
| 105                    | Søren Kragh Andersen (DEN) | 122è                   |
| 106                    | Jasper Philipsen (BEL)     | 97è                    |
| 107                    | Jonas Rickaert (BEL)       | 114è                   |
| 108                    | Ramon Sinkeldam (NED)      | DNF-14                 |

| Intermarché-Circus-Wanty ICW | Intermarché-Circus-Wanty ICW     | Intermarché-Circus-Wanty ICW |
| ---------------------------- | -------------------------------- | ---------------------------- |
| Núm                          | Ciclista                         | Pos                          |
| 111                          | Biniam Girmay (ERI)              | 125è                         |
| 112                          | Lilian Calmejane (FRA)           | 77è                          |
| 113                          | Rui Alberto Faria da Costa (POR) | 67è                          |
| 114                          | Louis Meintjes (RSA)             | DNF-14                       |
| 115                          | Adrien Petit (FRA)               | 143è                         |
| 116                          | Dion Smith (NZL)                 | 111è                         |
| 117                          | Mike Teunissen (NED)             | 103è                         |
| 118                          | Georg Zimmermann (GER)           | 47è                          |

| Cofidis COF | Cofidis COF                 | Cofidis COF |
| ----------- | --------------------------- | ----------- |
| Núm         | Ciclista                    | Pos         |
| 121         | Guillaume Martin (FRA)      | 10è         |
| 122         | Bryan Coquard (FRA)         | 98è         |
| 123         | Simon Geschke (GER)         | DNF-18      |
| 124         | Ion Izagirre Insausti (ESP) | 45è         |
| 125         | Victor Lafay (FRA)          | DNF-20      |
| 126         | Anthony Perez (FRA)         | NP-18       |
| 127         | Alexis Renard (FRA)         | NP-17       |
| 128         | Axel Zingle (FRA)           | 142è        |

| Movistar Team MOV | Movistar Team MOV              | Movistar Team MOV |
| ----------------- | ------------------------------ | ----------------- |
| Núm               | Ciclista                       | Pos               |
| 131               | Enric Mas Nicolau (ESP)        | DNF-1             |
| 132               | Ruben Guerreiro (POR)          | DNF-14            |
| 133               | Alexander Aranburu Deba (ESP)  | 52è               |
| 134               | Gorka Izagirre Insausti (ESP)  | 37è               |
| 135               | Matteo Jorgenson (USA)         | NP-16             |
| 136               | Gregor Mühlberger (AUT) (ruta) | 44è               |
| 137               | Nélson Oliveira (POR)          | 53è               |
| 138               | Antonio Pedrero López (ESP)    | DNF-14            |

| Team DSM-Firmenich DSM | Team DSM-Firmenich DSM    | Team DSM-Firmenich DSM |
| ---------------------- | ------------------------- | ---------------------- |
| Núm                    | Ciclista                  | Pos                    |
| 141                    | Romain Bardet (FRA)       | DNF-14                 |
| 142                    | John Degenkolb (GER)      | 145è                   |
| 143                    | Matthew Dinham (AUS)      | 58è                    |
| 144                    | Alexander Edmondson (AUS) | 146è                   |
| 145                    | Nils Eekhoff (NED)        | 138è                   |
| 146                    | Chris Hamilton (AUS)      | 46è                    |
| 147                    | Kevin Vermaerke (USA)     | 61è                    |
| 148                    | Sam Welsford (AUS)        | 144è                   |

| Israel-Premier Tech IPT | Israel-Premier Tech IPT | Israel-Premier Tech IPT |
| ----------------------- | ----------------------- | ----------------------- |
| Núm                     | Ciclista                | Pos                     |
| 151                     | Michael Woods (CAN)     | 48è                     |
| 152                     | Guillaume Boivin (CAN)  | 126è                    |
| 153                     | Simon Clarke (AUS)      | 109è                    |
| 154                     | Hugo Houle (CAN)        | 38è                     |
| 155                     | Krists Neilands (LAT)   | 50è                     |
| 156                     | Nick Schultz (AUS)      | 39è                     |
| 157                     | Corbin Strong (NZL)     | 90è                     |
| 158                     | Dylan Teuns (BEL)       | 35è                     |

| Team Jayco AlUla JAY | Team Jayco AlUla JAY          | Team Jayco AlUla JAY |
| -------------------- | ----------------------------- | -------------------- |
| Núm                  | Ciclista                      | Pos                  |
| 161                  | Simon Yates (GBR)             | 4t                   |
| 162                  | Lawson Craddock (USA)         | 84è                  |
| 163                  | Luke Durbridge (AUS)          | 130è                 |
| 164                  | Dylan Groenewegen (NED)       | 137è                 |
| 165                  | Chris Harper (AUS)            | 16è                  |
| 166                  | Christopher Juul-Jensen (DEN) | 117è                 |
| 167                  | Luka Mezgec (SLO)             | 112è                 |
| 168                  | Elmar Reinders (NED)          | 141è                 |

| Arkéa-Samsic ARK | Arkéa-Samsic ARK          | Arkéa-Samsic ARK |
| ---------------- | ------------------------- | ---------------- |
| Núm              | Ciclista                  | Pos              |
| 171              | Warren Barguil (FRA)      | 22è              |
| 172              | Jenthe Biermans (BEL)     | 128è             |
| 173              | Clément Champoussin (FRA) | 51è              |
| 174              | Anthony Delaplace (FRA)   | 68è              |
| 175              | Simon Guglielmi (FRA)     | 69è              |
| 176              | Matis Louvel (FRA)        | 65è              |
| 177              | Luca Mozzato (ITA)        | 132è             |
| 178              | Laurent Pichon (FRA)      | 124è             |

| Lotto Dstny LTD | Lotto Dstny LTD          | Lotto Dstny LTD |
| --------------- | ------------------------ | --------------- |
| Núm             | Ciclista                 | Pos             |
| 181             | Caleb Ewan (AUS)         | DNF-13          |
| 182             | Victor Campenaerts (BEL) | 64è             |
| 183             | Jasper De Buyst (BEL)    | 136è            |
| 184             | Pascal Eenkhoorn (NED)   | 91è             |
| 185             | Frederik Frison (BEL)    | 147è            |
| 186             | Jacopo Guarnieri (ITA)   | NP-5            |
| 187             | Maxim Van Gils (BEL)     | 59è             |
| 188             | Florian Vermeersch (BEL) | 120è            |

| Astana Qazaqstan Team AST | Astana Qazaqstan Team AST             | Astana Qazaqstan Team AST |
| ------------------------- | ------------------------------------- | ------------------------- |
| Núm                       | Ciclista                              | Pos                       |
| 191                       | Mark Cavendish (GBR)                  | DNF-8                     |
| 192                       | Cees Bol (NED)                        | 149è                      |
| 193                       | David de la Cruz Melgarejo (ESP)      | DNF-12                    |
| 194                       | Yevgeniy Fedorov (KAZ)                | 148è                      |
| 195                       | Aleksei Lutsenko (KAZ) (ruta i crono) | 40è                       |
| 196                       | Gianni Moscon (ITA)                   | 135è                      |
| 197                       | Luis León Sánchez Gil (ESP)           | NP-5                      |
| 198                       | Harold Tejada (COL)                   | 34è                       |

| Uno-X Pro Cycling Team UXT | Uno-X Pro Cycling Team UXT       | Uno-X Pro Cycling Team UXT |
| -------------------------- | -------------------------------- | -------------------------- |
| Núm                        | Ciclista                         | Pos                        |
| 201                        | Alexander Kristoff (NOR)         | 134è                       |
| 202                        | Jonas Abrahamsen (NOR)           | 85è                        |
| 203                        | Anthon Charmig (DEN)             | 99è                        |
| 204                        | Tobias Halland Johannessen (NOR) | 30è                        |
| 205                        | Rasmus Tiller (NOR)              | 108è                       |
| 206                        | Torstein Træen (NOR)             | 95è                        |
| 207                        | Søren Wærenskjold (NOR) (crono)  | 140è                       |
| 208                        | Jonas Gregaard Wilsly (DEN)      | 43è                        |

| TotalEnergies TEN | TotalEnergies TEN          | TotalEnergies TEN |
| ----------------- | -------------------------- | ----------------- |
| Núm               | Ciclista                   | Pos               |
| 211               | Peter Sagan (SVK)          | 127è              |
| 212               | Edvald Boasson Hagen (NOR) | 100è              |
| 213               | Mathieu Burgaudeau (FRA)   | 31è               |
| 214               | Steff Cras (BEL)           | DNF-8             |
| 215               | Valentin Ferron (FRA)      | 89è               |
| 216               | Pierre Latour (FRA)        | 75è               |
| 217               | Daniel Oss (ITA)           | 88è               |
| 218               | Anthony Turgis (FRA)       | 94è               |

| Jumbo-Visma TJV | Jumbo-Visma TJV               | Jumbo-Visma TJV |
| --------------- | ----------------------------- | --------------- |
| Núm             | Ciclista                      | Pos             |
| 1               | Jonas Vingegaard (DEN)        | 1r              |
| 2               | Tiesj Benoot (BEL)            | 24è             |
| 3               | Wilco Kelderman (NED)         | 18è             |
| 4               | Sepp Kuss (USA)               | 12è             |
| 5               | Christophe Laporte (FRA)      | 80è             |
| 6               | Wout van Aert (BEL) (crono)   | NP-18           |
| 7               | Dylan van Baarle (NED) (ruta) | 42è             |
| 8               | Nathan Van Hooydonck (BEL)    | 93è             |

| UAE Team Emirates UAD | UAE Team Emirates UAD              | UAE Team Emirates UAD |
| --------------------- | ---------------------------------- | --------------------- |
| Núm                   | Ciclista                           | Pos                   |
| 11                    | Tadej Pogačar (SLO) (ruta i crono) | 2n                    |
| 12                    | Mikkel Bjerg (DEN)                 | 123è                  |
| 14                    | Felix Großschartner (AUT)          | 23è                   |
| 15                    | Vegard Stake Laengen (NOR)         | 102è                  |
| 16                    | Rafał Majka (POL)                  | 14è                   |
| 17                    | Marc Soler i Giménez (ESP)         | 56è                   |
| 18                    | Matteo Trentin (ITA)               | 107è                  |
| 19                    | Adam Yates (GBR)                   | 3r                    |

| Ineos Grenadiers IGD | Ineos Grenadiers IGD                       | Ineos Grenadiers IGD |
| -------------------- | ------------------------------------------ | -------------------- |
| Núm                  | Ciclista                                   | Pos                  |
| 21                   | Egan Bernal Gómez (COL)                    | 36è                  |
| 22                   | Jonathan Castroviejo Nicolás (ESP) (crono) | 15è                  |
| 23                   | Omar Fraile Matarranz (ESP)                | 60è                  |
| 24                   | Michał Kwiatkowski (POL) (crono)           | 49è                  |
| 25                   | Daniel Martínez Poveda (COL)               | NP-15                |
| 26                   | Thomas Pidcock (GBR)                       | 13è                  |
| 27                   | Carlos Rodríguez Cano (ESP)                | 5è                   |
| 28                   | Ben Turner (GBR)                           | DNF-13               |

| Groupama-FDJ GFC | Groupama-FDJ GFC              | Groupama-FDJ GFC |
| ---------------- | ----------------------------- | ---------------- |
| Núm              | Ciclista                      | Pos              |
| 31               | David Gaudu (FRA)             | 9è               |
| 32               | Kevin Geniets (LUX)           | 41è              |
| 33               | Stefan Küng (SUI)             | 54è              |
| 34               | Olivier Le Gac (FRA)          | 131è             |
| 35               | Valentin Madouas (FRA) (ruta) | 20è              |
| 36               | Quentin Pacher (FRA)          | 63è              |
| 37               | Thibaut Pinot (FRA)           | 11è              |
| 38               | Lars van den Berg (NED)       | 70è              |

| EF Education-EasyPost EFE | EF Education-EasyPost EFE               | EF Education-EasyPost EFE |
| ------------------------- | --------------------------------------- | ------------------------- |
| Núm                       | Ciclista                                | Pos                       |
| 41                        | Richard Carapaz Montenegro (ECU) (ruta) | NP-2                      |
| 42                        | Andrey Amador Bikkazakova (CRC)         | 110è                      |
| 43                        | Alberto Bettiol (ITA)                   | 83è                       |
| 44                        | Esteban Chaves Rubio (COL) (ruta)       | DNF-14                    |
| 45                        | Magnus Cort Nielsen (DEN)               | 96è                       |
| 46                        | Neilson Powless (USA)                   | 66è                       |
| 47                        | James Shaw (GBR)                        | DNF-14                    |
| 48                        | Rigoberto Urán (COL)                    | 71è                       |

| Soudal Quick-Step SOQ | Soudal Quick-Step SOQ        | Soudal Quick-Step SOQ |
| --------------------- | ---------------------------- | --------------------- |
| Núm                   | Ciclista                     | Pos                   |
| 51                    | Julian Alaphilippe (FRA)     | 33è                   |
| 52                    | Kasper Asgreen (DEN) (crono) | 87è                   |
| 53                    | Rémi Cavagna (FRA) (crono)   | 106è                  |
| 54                    | Tim Declercq (BEL)           | 118è                  |
| 55                    | Dries Devenyns (BEL)         | 119è                  |
| 56                    | Fabio Jakobsen (NED) (ruta)  | NP-12                 |
| 57                    | Yves Lampaert (BEL)          | 104è                  |
| 58                    | Michael Mørkøv (DEN)         | 150è                  |

| Bahrain Victorious TBV | Bahrain Victorious TBV              | Bahrain Victorious TBV |
| ---------------------- | ----------------------------------- | ---------------------- |
| Núm                    | Ciclista                            | Pos                    |
| 62                     | Mikel Landa Meana (ESP)             | 19è                    |
| 63                     | Nikias Arndt (GER)                  | 121è                   |
| 64                     | Phil Bauhaus (GER)                  | DNF-17                 |
| 65                     | Peio Bilbao López de Armentia (ESP) | 6è                     |
| 66                     | Jack Haig (AUS)                     | 28è                    |
| 67                     | Matej Mohorič (SLO)                 | 72è                    |
| 68                     | Wout Poels (NED)                    | 27è                    |
| 69                     | Fred Wright (GBR) (ruta)            | 92è                    |

| Bora-Hansgrohe BOH | Bora-Hansgrohe BOH            | Bora-Hansgrohe BOH |
| ------------------ | ----------------------------- | ------------------ |
| Núm                | Ciclista                      | Pos                |
| 71                 | Jai Hindley (AUS)             | 7è                 |
| 72                 | Emanuel Buchmann (GER) (ruta) | 21è                |
| 73                 | Marco Haller (AUT)            | 78è                |
| 74                 | Bob Jungels (LUX)             | 26è                |
| 75                 | Patrick Konrad (AUT)          | 82è                |
| 76                 | Jordi Meeus (BEL)             | 139è               |
| 77                 | Nils Politt (GER) (crono)     | 62è                |
| 78                 | Danny van Poppel (NED)        | 116è               |

| Lidl-Trek LTK | Lidl-Trek LTK                    | Lidl-Trek LTK |
| ------------- | -------------------------------- | ------------- |
| Núm           | Ciclista                         | Pos           |
| 81            | Giulio Ciccone (ITA)             | 32è           |
| 82            | Tony Gallopin (FRA)              | 86è           |
| 83            | Mattias Skjelmose (DEN) (ruta)   | 29è           |
| 84            | Alex Kirsch (LUX) (ruta i crono) | 115è          |
| 85            | Juan Pedro López (ESP)           | 74è           |
| 86            | Mads Pedersen (DEN)              | 105è          |
| 87            | Quinn Simmons (USA) (ruta)       | NP-9          |
| 88            | Jasper Stuyven (BEL)             | 79è           |

| AG2R Citroën Team ACT | AG2R Citroën Team ACT        | AG2R Citroën Team ACT |
| --------------------- | ---------------------------- | --------------------- |
| Núm                   | Ciclista                     | Pos                   |
| 91                    | Ben O'Connor (AUS)           | 17è                   |
| 92                    | Clément Berthet (FRA)        | 25è                   |
| 93                    | Benoît Cosnefroy (FRA)       | 101è                  |
| 94                    | Stan Dewulf (BEL)            | 81è                   |
| 95                    | Felix Gall (AUT)             | 8è                    |
| 96                    | Oliver Naesen (BEL)          | 76è                   |
| 97                    | Aurélien Paret-Peintre (FRA) | 55è                   |
| 98                    | Nans Peters (FRA)            | 73è                   |

| Alpecin-Deceuninck ADC | Alpecin-Deceuninck ADC     | Alpecin-Deceuninck ADC |
| ---------------------- | -------------------------- | ---------------------- |
| Núm                    | Ciclista                   | Pos                    |
| 101                    | Mathieu van der Poel (NED) | 57è                    |
| 102                    | Silvan Dillier (SUI)       | 129è                   |
| 103                    | Michael Gogl (AUT)         | 133è                   |
| 104                    | Quinten Hermans (BEL)      | 113è                   |
| 105                    | Søren Kragh Andersen (DEN) | 122è                   |
| 106                    | Jasper Philipsen (BEL)     | 97è                    |
| 107                    | Jonas Rickaert (BEL)       | 114è                   |
| 108                    | Ramon Sinkeldam (NED)      | DNF-14                 |

| Intermarché-Circus-Wanty ICW | Intermarché-Circus-Wanty ICW     | Intermarché-Circus-Wanty ICW |
| ---------------------------- | -------------------------------- | ---------------------------- |
| Núm                          | Ciclista                         | Pos                          |
| 111                          | Biniam Girmay (ERI)              | 125è                         |
| 112                          | Lilian Calmejane (FRA)           | 77è                          |
| 113                          | Rui Alberto Faria da Costa (POR) | 67è                          |
| 114                          | Louis Meintjes (RSA)             | DNF-14                       |
| 115                          | Adrien Petit (FRA)               | 143è                         |
| 116                          | Dion Smith (NZL)                 | 111è                         |
| 117                          | Mike Teunissen (NED)             | 103è                         |
| 118                          | Georg Zimmermann (GER)           | 47è                          |

| Cofidis COF | Cofidis COF                 | Cofidis COF |
| ----------- | --------------------------- | ----------- |
| Núm         | Ciclista                    | Pos         |
| 121         | Guillaume Martin (FRA)      | 10è         |
| 122         | Bryan Coquard (FRA)         | 98è         |
| 123         | Simon Geschke (GER)         | DNF-18      |
| 124         | Ion Izagirre Insausti (ESP) | 45è         |
| 125         | Victor Lafay (FRA)          | DNF-20      |
| 126         | Anthony Perez (FRA)         | NP-18       |
| 127         | Alexis Renard (FRA)         | NP-17       |
| 128         | Axel Zingle (FRA)           | 142è        |

| Movistar Team MOV | Movistar Team MOV              | Movistar Team MOV |
| ----------------- | ------------------------------ | ----------------- |
| Núm               | Ciclista                       | Pos               |
| 131               | Enric Mas Nicolau (ESP)        | DNF-1             |
| 132               | Ruben Guerreiro (POR)          | DNF-14            |
| 133               | Alexander Aranburu Deba (ESP)  | 52è               |
| 134               | Gorka Izagirre Insausti (ESP)  | 37è               |
| 135               | Matteo Jorgenson (USA)         | NP-16             |
| 136               | Gregor Mühlberger (AUT) (ruta) | 44è               |
| 137               | Nélson Oliveira (POR)          | 53è               |
| 138               | Antonio Pedrero López (ESP)    | DNF-14            |

| Team DSM-Firmenich DSM | Team DSM-Firmenich DSM    | Team DSM-Firmenich DSM |
| ---------------------- | ------------------------- | ---------------------- |
| Núm                    | Ciclista                  | Pos                    |
| 141                    | Romain Bardet (FRA)       | DNF-14                 |
| 142                    | John Degenkolb (GER)      | 145è                   |
| 143                    | Matthew Dinham (AUS)      | 58è                    |
| 144                    | Alexander Edmondson (AUS) | 146è                   |
| 145                    | Nils Eekhoff (NED)        | 138è                   |
| 146                    | Chris Hamilton (AUS)      | 46è                    |
| 147                    | Kevin Vermaerke (USA)     | 61è                    |
| 148                    | Sam Welsford (AUS)        | 144è                   |

| Israel-Premier Tech IPT | Israel-Premier Tech IPT | Israel-Premier Tech IPT |
| ----------------------- | ----------------------- | ----------------------- |
| Núm                     | Ciclista                | Pos                     |
| 151                     | Michael Woods (CAN)     | 48è                     |
| 152                     | Guillaume Boivin (CAN)  | 126è                    |
| 153                     | Simon Clarke (AUS)      | 109è                    |
| 154                     | Hugo Houle (CAN)        | 38è                     |
| 155                     | Krists Neilands (LAT)   | 50è                     |
| 156                     | Nick Schultz (AUS)      | 39è                     |
| 157                     | Corbin Strong (NZL)     | 90è                     |
| 158                     | Dylan Teuns (BEL)       | 35è                     |

| Team Jayco AlUla JAY | Team Jayco AlUla JAY          | Team Jayco AlUla JAY |
| -------------------- | ----------------------------- | -------------------- |
| Núm                  | Ciclista                      | Pos                  |
| 161                  | Simon Yates (GBR)             | 4t                   |
| 162                  | Lawson Craddock (USA)         | 84è                  |
| 163                  | Luke Durbridge (AUS)          | 130è                 |
| 164                  | Dylan Groenewegen (NED)       | 137è                 |
| 165                  | Chris Harper (AUS)            | 16è                  |
| 166                  | Christopher Juul-Jensen (DEN) | 117è                 |
| 167                  | Luka Mezgec (SLO)             | 112è                 |
| 168                  | Elmar Reinders (NED)          | 141è                 |

| Arkéa-Samsic ARK | Arkéa-Samsic ARK          | Arkéa-Samsic ARK |
| ---------------- | ------------------------- | ---------------- |
| Núm              | Ciclista                  | Pos              |
| 171              | Warren Barguil (FRA)      | 22è              |
| 172              | Jenthe Biermans (BEL)     | 128è             |
| 173              | Clément Champoussin (FRA) | 51è              |
| 174              | Anthony Delaplace (FRA)   | 68è              |
| 175              | Simon Guglielmi (FRA)     | 69è              |
| 176              | Matis Louvel (FRA)        | 65è              |
| 177              | Luca Mozzato (ITA)        | 132è             |
| 178              | Laurent Pichon (FRA)      | 124è             |

| Lotto Dstny LTD | Lotto Dstny LTD          | Lotto Dstny LTD |
| --------------- | ------------------------ | --------------- |
| Núm             | Ciclista                 | Pos             |
| 181             | Caleb Ewan (AUS)         | DNF-13          |
| 182             | Victor Campenaerts (BEL) | 64è             |
| 183             | Jasper De Buyst (BEL)    | 136è            |
| 184             | Pascal Eenkhoorn (NED)   | 91è             |
| 185             | Frederik Frison (BEL)    | 147è            |
| 186             | Jacopo Guarnieri (ITA)   | NP-5            |
| 187             | Maxim Van Gils (BEL)     | 59è             |
| 188             | Florian Vermeersch (BEL) | 120è            |

| Astana Qazaqstan Team AST | Astana Qazaqstan Team AST             | Astana Qazaqstan Team AST |
| ------------------------- | ------------------------------------- | ------------------------- |
| Núm                       | Ciclista                              | Pos                       |
| 191                       | Mark Cavendish (GBR)                  | DNF-8                     |
| 192                       | Cees Bol (NED)                        | 149è                      |
| 193                       | David de la Cruz Melgarejo (ESP)      | DNF-12                    |
| 194                       | Yevgeniy Fedorov (KAZ)                | 148è                      |
| 195                       | Aleksei Lutsenko (KAZ) (ruta i crono) | 40è                       |
| 196                       | Gianni Moscon (ITA)                   | 135è                      |
| 197                       | Luis León Sánchez Gil (ESP)           | NP-5                      |
| 198                       | Harold Tejada (COL)                   | 34è                       |

| Uno-X Pro Cycling Team UXT | Uno-X Pro Cycling Team UXT       | Uno-X Pro Cycling Team UXT |
| -------------------------- | -------------------------------- | -------------------------- |
| Núm                        | Ciclista                         | Pos                        |
| 201                        | Alexander Kristoff (NOR)         | 134è                       |
| 202                        | Jonas Abrahamsen (NOR)           | 85è                        |
| 203                        | Anthon Charmig (DEN)             | 99è                        |
| 204                        | Tobias Halland Johannessen (NOR) | 30è                        |
| 205                        | Rasmus Tiller (NOR)              | 108è                       |
| 206                        | Torstein Træen (NOR)             | 95è                        |
| 207                        | Søren Wærenskjold (NOR) (crono)  | 140è                       |
| 208                        | Jonas Gregaard Wilsly (DEN)      | 43è                        |

| TotalEnergies TEN | TotalEnergies TEN          | TotalEnergies TEN |
| ----------------- | -------------------------- | ----------------- |
| Núm               | Ciclista                   | Pos               |
| 211               | Peter Sagan (SVK)          | 127è              |
| 212               | Edvald Boasson Hagen (NOR) | 100è              |
| 213               | Mathieu Burgaudeau (FRA)   | 31è               |
| 214               | Steff Cras (BEL)           | DNF-8             |
| 215               | Valentin Ferron (FRA)      | 89è               |
| 216               | Pierre Latour (FRA)        | 75è               |
| 217               | Daniel Oss (ITA)           | 88è               |
| 218               | Anthony Turgis (FRA)       | 94è               |